# Poncey-lès-Athée
Poncey-lès-Athée é uma comuna francesa na região administrativa da Borgonha-Franco-Condado, no departamento de Côte-d'Or. Estende-se por uma área de 6,55 km². Em 2010 a comuna tinha 582 habitantes (densidade: 88,9 hab./km²).